# Базилика на Юний Бас
Базиликата на Юний Бас (на латински: Basilica Iunii Bassi) е построена в Рим през 4 век от политика на Римската империя Юний Аний Бас от род Ании, преториански префект (318 – 331), консул през 331 г.
Юний Бас, когато е консул, построява през 331 г. в Рим базилика на хълма Есквилин, наричана „Базилика на Юний Бас“, в която е запазено неговото изображение. През 5 век по времето на папа Симплиций (468 – 483) тя е преименувана на църква Сант'Андреа Катабарбара на виа Наполеоне III.
- Юний Аний Бас по време на консулската процесия
- Фреска (1), Рим 4 век
- Фреска
- Фреска